# Neottia nipponica
Neottia nipponica är en orkidéart som först beskrevs av Tomitaro Makino, och fick sitt nu gällande namn av Dariusz Lucjan Szlachetko. Neottia nipponica ingår i släktet näströtter, och familjen orkidéer. Inga underarter finns listade i Catalogue of Life.

## Bildgalleri

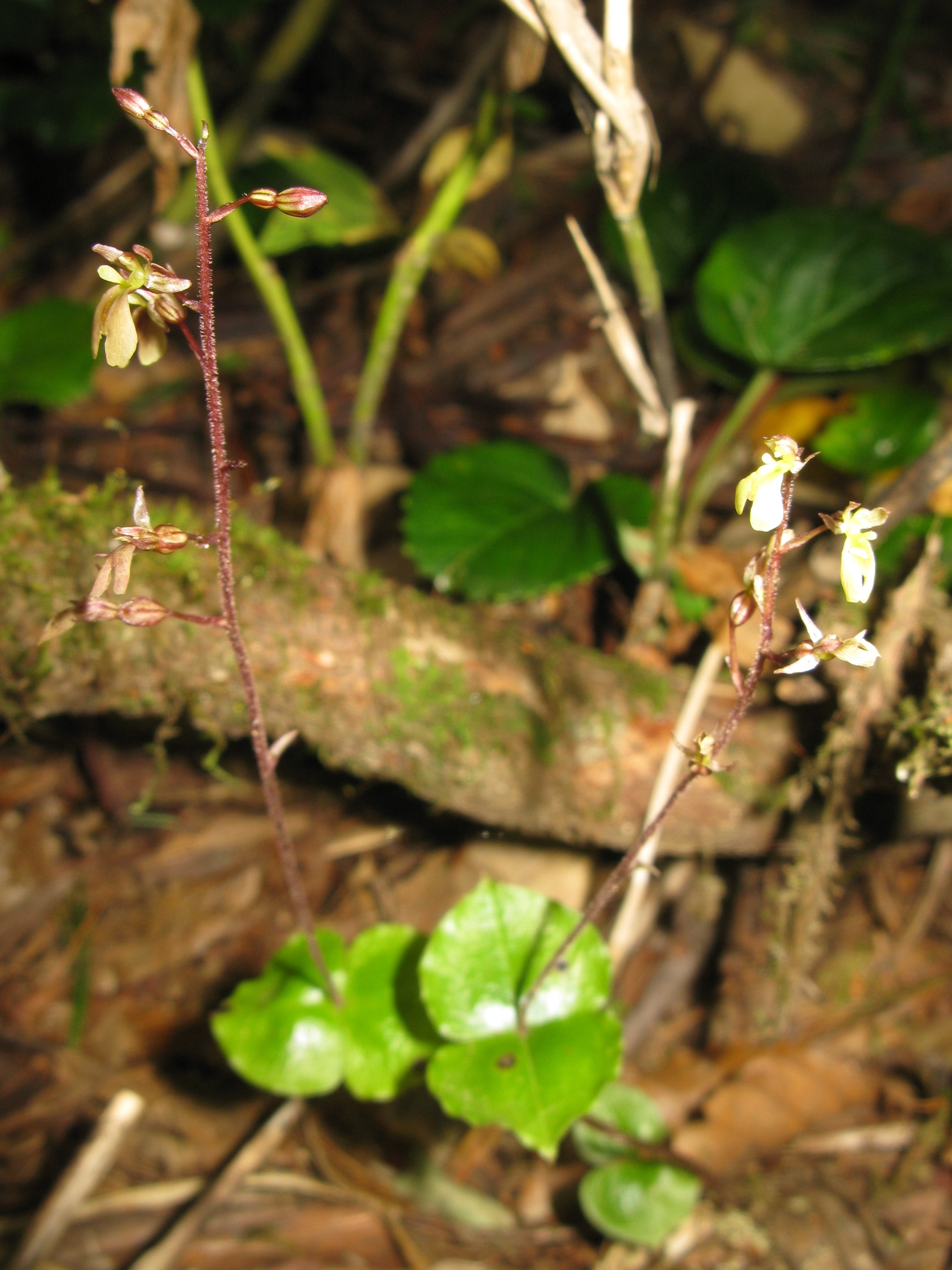
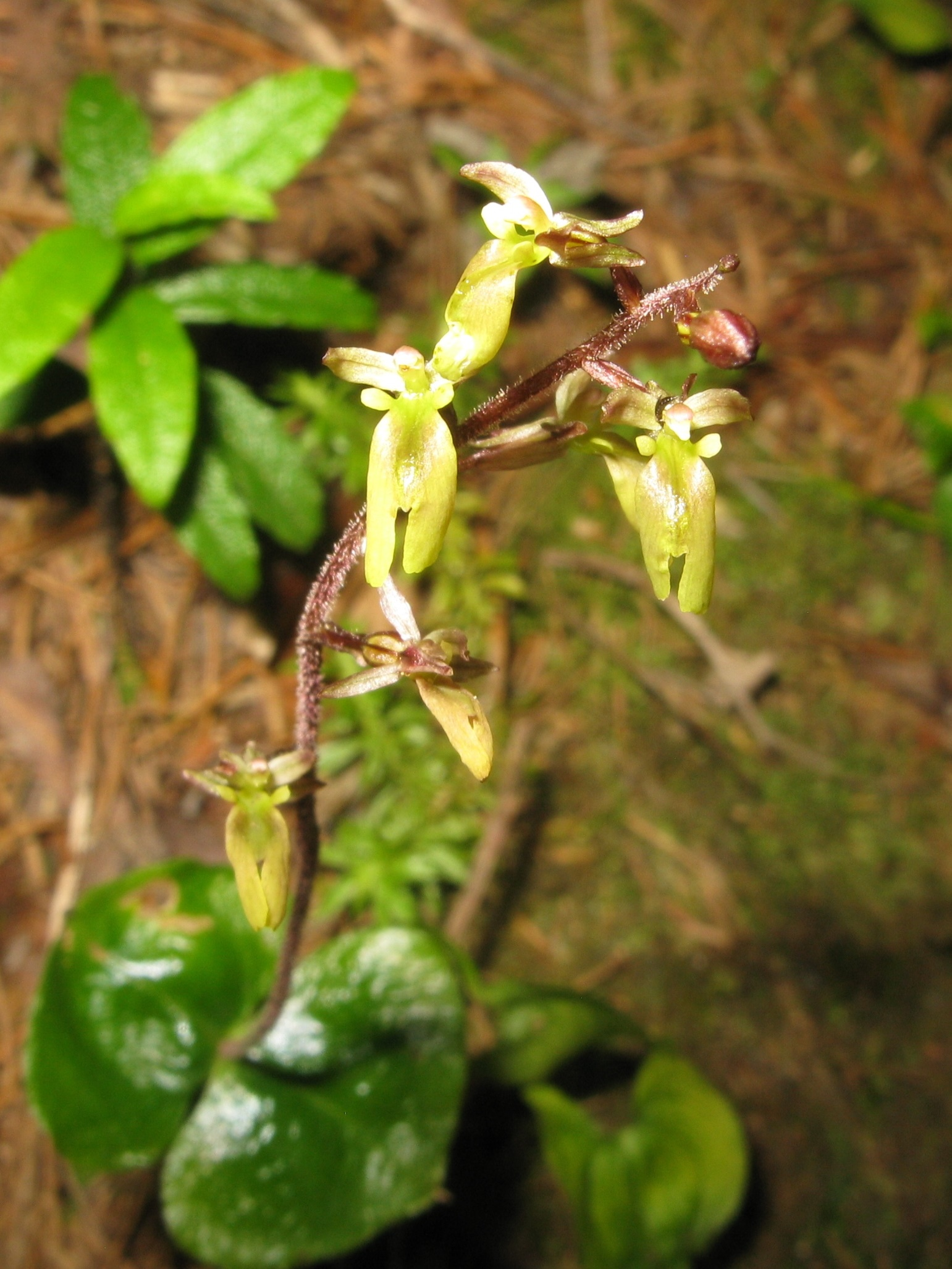
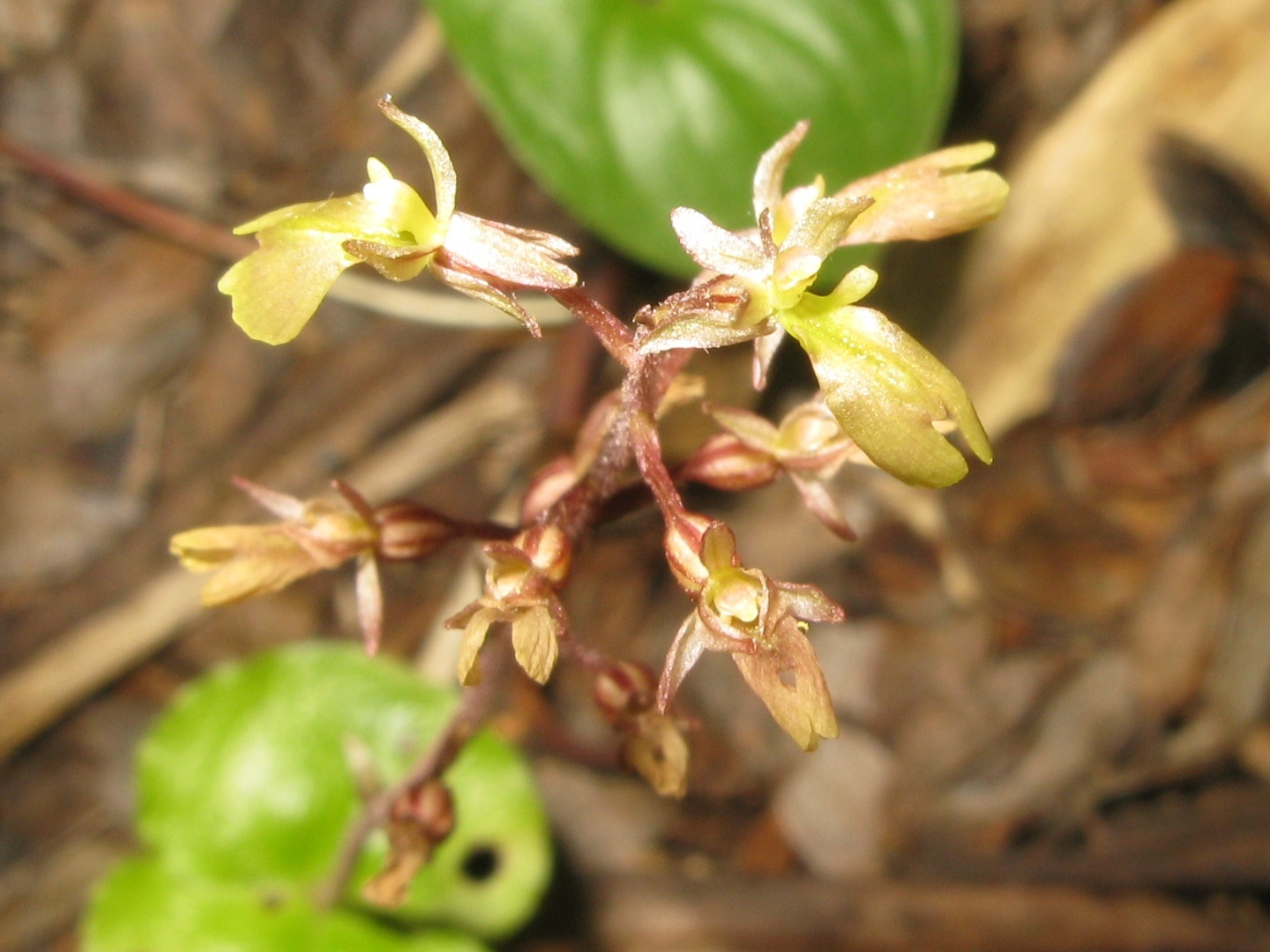
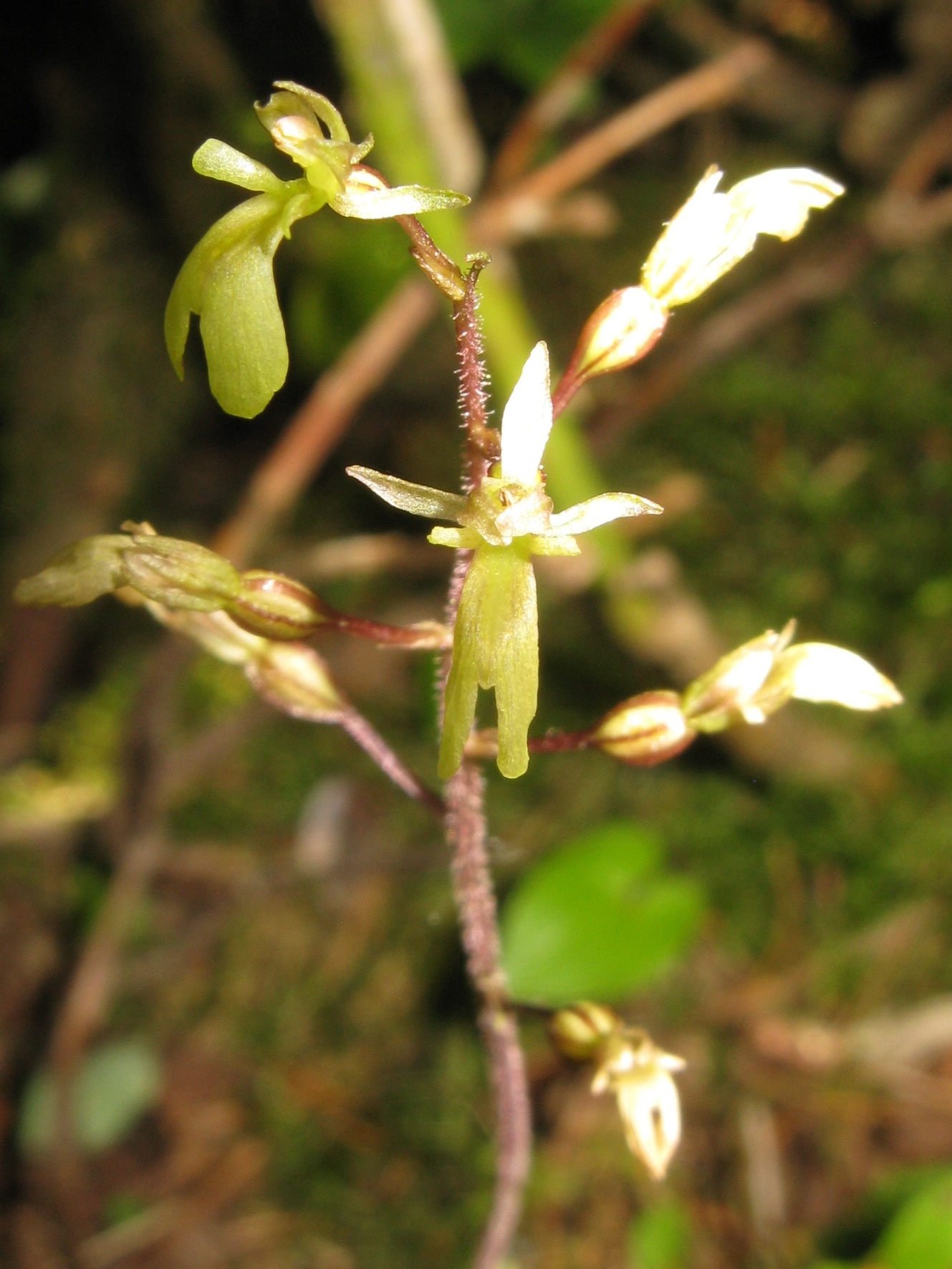
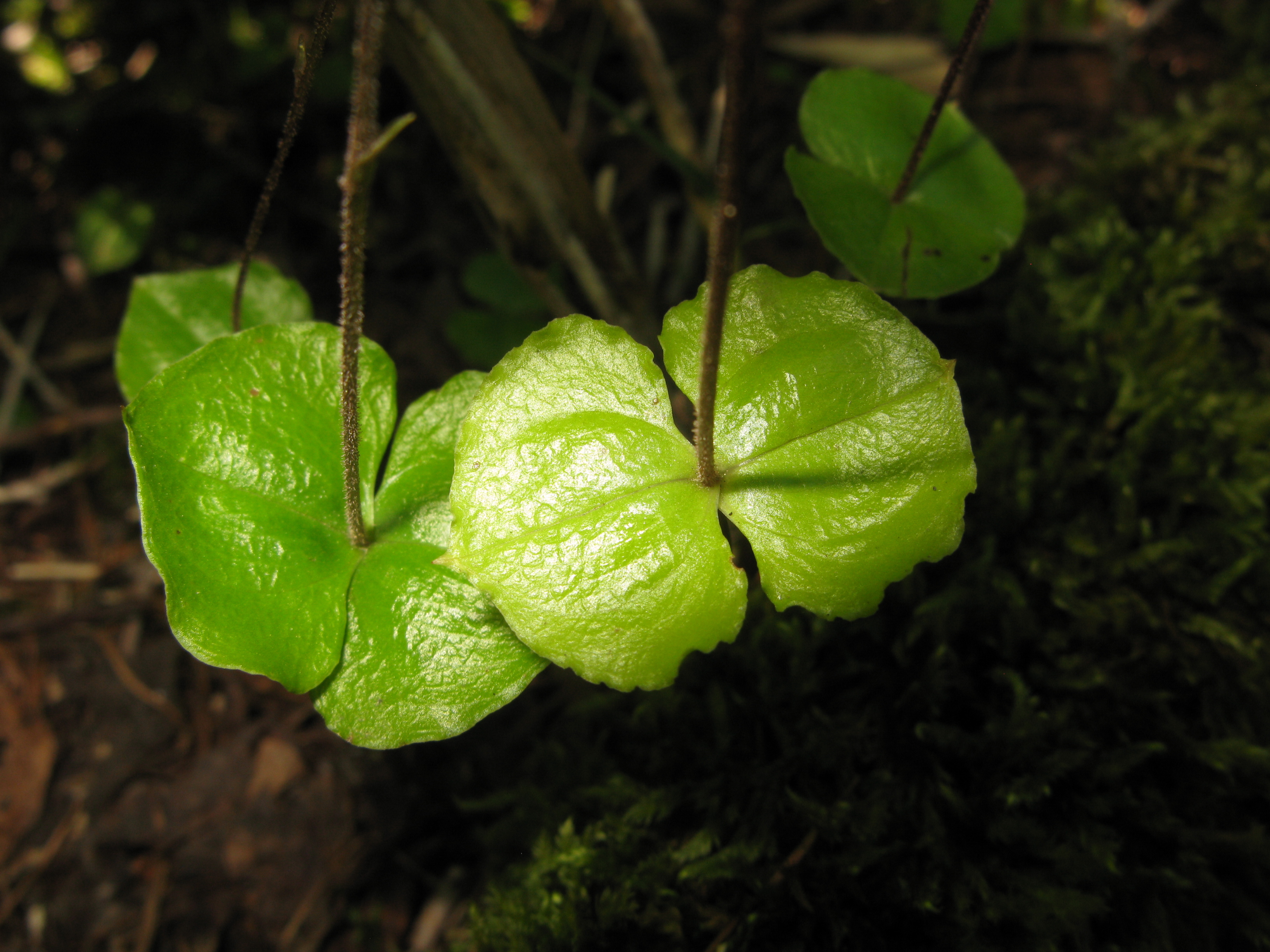